# Orrsjötjärnen (Bodums socken, Ångermanland)
Orrsjötjärnen är en sjö i Strömsunds kommun i Ångermanland och ingår i Ångermanälvens huvudavrinningsområde.